# Weissia ovatifolia
Weissia ovatifolia là một loài rêu trong họ Pottiaceae. Loài này được Kurschner mô tả khoa học đầu tiên năm 1995.